# Veljko Uskoković
Veljko Uskoković, kyrillisch Вељко Ускоковић, (* 29. März 1971 in Cetinje, Jugoslawien) ist ein ehemaliger montenegrinischer Wasserballspieler. Er erkämpfte 1991 seinen ersten Europameistertitel mit der jugoslawischen Nationalmannschaft. Mit der Mannschaft von Serbien und Montenegro war er Olympiadritter, Weltmeisterschaftszweiter und -dritter und gewann 2001 seinen zweiten Europameistertitel. Mit der montenegrinischen Nationalmannschaft erhielt er 2008 seine dritte Goldmedaille bei Europameisterschaften.

## Karriere
Der 1,85 m große Veljko Uskoković begann seine Karriere bei VK Primorac in Kotor, war dann in Serbien bei VK Bečej und in Italien aktiv. Zum Ende seiner Karriere spielte er in Montenegro bei VK Budva.
Bei der Europameisterschaft 1991 in Athen gewann die jugoslawische Nationalmannschaft im Halbfinale mit 11:9 gegen Italien und im Finale mit 11:10 gegen Spanien. In den Jahren 1992 bis 1994 konnte Veljko Uskoković nicht an internationalen Meisterschaften teilnehmen, da die jugoslawische Mannschaft wegen des Bürgerkriegs von nahezu allen Turnieren ausgeschlossen war. 1995 gewann er den Titel bei der Universiade in Fukuoka. 1996 nahm die Nationalmannschaft von Serbien und Montenegro für Jugoslawien an den Olympischen Spielen in Atlanta teil. Nach einer 6:8-Niederlage im Viertelfinale gegen Kroatien verlor die Mannschaft auch in beiden Platzierungsspielen und belegte den achten Platz. Veljko Uskoković warf im Turnierverlauf 13 Tore.
1997 gewann die Mannschaft bei den Mittelmeerspielen in Bari im Finale gegen die Kroaten. Zwei Monate später erreichte die Mannschaft aus Serbien und Montenegro mit Siegen über Spanien und Kroatien das Finale bei der Europameisterschaft in Sevilla. Im Finale siegten die Ungarn mit 3:2. Im Jahr darauf bei der Weltmeisterschaft 1998 in Perth unterlag die Mannschaft aus Serbien und Montenegro im Halbfinale den Spaniern mit 3:5, wobei Uskoković zwei der drei Tore beisteuerte. Beim 9:5 gegen Australien im Spiel um Bronze warf er ein Tor. Bei den Olympischen Spielen 2000 in Sydney gewann die Mannschaft ihre Vorrundengruppe vor Kroaten und Ungarn. Nach einem Viertelfinalsieg über die Australier verlor die Mannschaft das Halbfinale gegen die Ungarn mit 7:8. Im Spiel um Bronze siegte das Team mit 8:3 gegen Spanien. Uskoković warf im Turnierverlauf sieben Tore, darunter zwei im Spiel um Bronze. 2001 bei der Europameisterschaft in Budapest besiegten die Jugoslawen im Viertelfinale die Spanier, im Halbfinale die Kroaten und im Finale die Italiener. Einen Monat später bei der Weltmeisterschaft in Fukuoka gewannen die Jugoslawen das Halbfinale gegen die Russen. Im Finale unterlagen sie den Spaniern mit 2:4, wobei Uskoković den ersten Treffer für seine Mannschaft erzielte. Danach endete die Karriere von Veljko Uskoković in der von Spielern aus Serbien und Montenegro gebildeten jugoslawischen Nationalmannschaft.
Nach der Unabhängigkeit Montenegros war Veljko Uskoković Kapitän der neugebildeten montenegrinischen Nationalmannschaft. Diese Nationalmannschaft musste sich zunächst einmal für die anstehenden Turniere qualifizieren, da die serbische Nationalmannschaft die Qualifikationen der Mannschaft aus Serbien und Montenegro übernommen hatte. Bei der Europameisterschaft 2008 in Malaga trafen im Finale die Mannschaften aus Montenegro und aus Serbien aufeinander. Montenegro siegte in der Verlängerung mit 6:5 und gewann damit den ersten Titel bei einer internationalen Meisterschaft für das seit 2006 unabhängige Montenegro. Im selben Jahr nahm erstmals eine Mannschaft Montenegros an Olympischen Spielen teil. Beim olympischen Wasserballturnier in Peking belegte Montenegro in seiner Vorrundengruppe den dritten Platz. Mit einem 7:6 über Kroatien erreichten die Montenegriner das Halbfinale. Dort unterlag man den Ungarn mit 9:11, im Spiel um den dritten Platz siegte Serbien mit 6:4 gegen Montenegro. Veljko Uskoković erzielte in seinem letzten großen Turnier insgesamt vier Treffer. Bei der Eröffnungsfeier und bei der Schlussfeier war der Mannschaftskapitän der Wasserballspieler Fahnenträger der montenegrinischen Mannschaft.
Nach dem Ende seiner aktiven Laufbahn arbeitete Veljko Uskoković als Trainer.